# Operation Sandstone
Operation Sandstone là một loạt các vụ thử vũ khí hạt nhân vào năm 1948. Đây là loạt thử nghiệm thứ ba của Hoa Kỳ, sau các đợt tại Trinity năm 1945 và Crossroads năm 1946, và trước đó tại Ranger. Giống như các bài đợt thử Crossroads, các đợt thử Sandstone được thực hiện tại các căn cứ thử nghiệm Thái Bình Dương, tại đảo san hô vòng Enewetak chứ không phải là đảo san hô vòng Bikini. Các đợt thử này khác với loạt ở Crossroads ở chỗ được thực hiện bởi Ủy ban Năng lượng nguyên tử, với các lực lượng vũ trang chỉ có vai trò hỗ trợ. Mục đích của các đợt thử Sandstone cũng khác nhau: chúng chủ yếu là các thử nghiệm loại bom mới thiết kế chứ không phải là ảnh hưởng của vũ khí hạt nhân. Ba thử nghiệm đã được thực hiện vào tháng 4 và tháng 5 năm 1948 bởi Joint Task Force 7, với một lực lượng gồm 10.366 nhân viên.